# كلية لندن الإمبراطورية
كلية لندن الإمبراطورية (أو رسمياً : الكلية الامبريالية للعلوم والتكنولوجيا والطب) هي كلية بحثية عامة في لندن، وإحدى الجامعات الأوروبية الأعضاء برابطة الجامعات البحثية الأوروبية. تتخصص في العلوم والطب والهندسة وإدارة الأعمال. أصبحت جامعة مستقلة عام 2007 تزامناً مع مرور 100 عام على تأسيسها، حيث كانت إحدى كليات جامعة لندن.حتى نهاية عام 2018 حصل أربعة عشر من باحثيها على جوائز نوبل في الكيمياء والفيزياء والطب ومنهم أول مسلم وهو محمد عبد السلام.
يقع حرم الكلية الرئيسي في منطقة جنوب كنسينغتون في لندن الوسطى على الحدود بين البلدة الملكية كينسينغتون وتشيلسي ومدينة وستمنستر، وتوسع الحرم الجامعي ليصل إلى وايت سيتي وهامرسميث.

## تاريخ

### القرن التاسع عشر
تعود أقدم مؤسسة ساهمت في تشكيل إمبريال إلى الكلية الملكية للكيمياء، التي تأسست عام 1845 بدعم من الأمير ألبرت والبرلمان. وفي 1853، اندمجت هذه الكلية لتصبح جزءًا مما عُرف لاحقًا باسم المدرسة الملكية للمناجم. أما كلية الطب، فتشكلت من عدد من المدارس الطبية المنتشرة في لندن، أقدمها كلية الطب التابعة لمستشفى تشارينغ كروس، التي تعود إلى 1823، تلتها بداية التدريس في مستشفى ويستمنستر عام 1834، ثم مستشفى سانت ماري في 1851.
وفي 1851، نُظم المعرض الكبير بمبادرة من هنري كول والأمير ألبرت، زوج الملكة فيكتوريا، ملكة المملكة المتحدة آنذاك، ليكون معرضًا دوليًا للثقافة والصناعة. وقد حقق المعرض نجاحًا باهرًا على المستويين الجماهيري والمالي، وخصصت عائداته لتطوير منطقة في ساوث كينسنغتون لتكون مركزًا للنهضة الثقافية والعلمية. وخلال السنوات الست التالية، افتتح متحف فيكتوريا وألبرت والمتحف العلمي، وتبعهما في 1871 إنشاء مرافق جديدة مخصصة للكلية الملكية للكيمياء، ثم في 1881 افتتاح المدرسة الملكية للمناجم والمتحف البريطاني للتاريخ الطبيعي.
وفي 1881، أُسست المدرسة العادية للعلوم في ساوث كينسنغتون تحت إشراف توماس هكسلي، وتولت مهام تدريس العلوم الطبيعية والزراعة، التي كانت سابقًا من اختصاص المدرسة الملكية للمناجم. وبموجب موافقة ملكية، تغير اسم المدرسة في 1890 ليصبح الكلية الملكية للعلوم. وفي 1884، افتُتح المعهد المركزي التابع لمعهد مدينة لندن ونقاباتها على طريق المعارض، ليكون مؤسسة متخصصة في التعليم التقني، وذلك برعاية أمير ويلز، وبدأت الدراسة فيه عام 1885.

### القرن العشرين
مع مطلع القرن العشرين، بدأت تسود في الأوساط التعليمية في بريطانيا مخاوف من تراجع البلاد أمام ألمانيا في مجال التعليم العلمي والتقني. وفي 1904، شُكلت لجنة وزارية تابعة لمجلس التعليم لدراسة مستقبل الكلية الملكية للعلوم. وفي 1906، صدر تقرير أوصى بإنشاء مؤسسة تعليمية جديدة توحد كلًا من الكلية الملكية للعلوم والمدرسة الملكية للمناجم، بالإضافة إلى الكلية التقنية المركزية التابعة لمعهد مدينة لندن ونقاباتها، في حال جرى التوصل إلى اتفاق بهذا الشأن.
وفي 8 يوليو 1907، منح الملك إدوارد السابع ميثاقًا ملكيًا أُسست بموجبه الكلية الإمبراطورية للعلوم والتكنولوجيا، والتي ضمت كلًا من المدرسة الملكية للمناجم والكلية الملكية للعلوم. نص الميثاق كذلك على إمكانية انضمام كلية المدينة والنقابات إلى الكلية الجديدة عند استيفاء شروط تتعلق بحوكمتها، بالإضافة إلى إتاحة انضمام إمبريال كوليدج لتكون إحدى كليات جامعة لندن. وفي 22 يوليو 1908، انضمت الكلية رسميًا إلى جامعة لندن، بينما التحقت كلية المدينة والنقابات في 1910. أما الحرم الرئيسي لإمبريال فقد أُنشئ إلى جانب مباني المعهد الإمبراطوري، في حين افتُتح المبنى الجديد للكلية الملكية للعلوم قبالته في 1906. وفي يوليو 1909، وضع الملك إدوارد السابع حجر الأساس لمبنى المدرسة الملكية للمناجم.
نظرًا لاضطرار طلاب إمبريال إلى الدراسة بشكل منفصل للحصول على شهادات جامعة لندن، صوت الطلاب والخريجون في يناير 1919 لصالح التقدّم بعريضة تطالب بمنح إمبريال صفة جامعة مستقلة عن جامعة لندن تملك صلاحية منح درجاتها العلمية الخاصة. واستجابة لذلك، عدلت جامعة لندن في 1925 لوائحها، لتُصبح الدورات التعليمية المقدمة حصريًا في إمبريال خاضعة لاختبارات الجامعة، ما أتاح للطلاب فرصة الحصول على درجة البكالوريوس في العلوم. وفي أكتوبر 1945، أقدم الملك جورج السادس والملكة إليزابيث على زيارة إمبريال بمناسبة الاحتفال بالذكرى المئوية لتأسيس الكلية الملكية للكيمياء، أقدم المؤسسات التي اندمجت لاحقًا لتشكل إمبريال كوليدج. ومنذ ذلك الحين، يُحتفل «بيوم الذكرى»، نسبة إلى يوم الزيارة ذاك، في كل أكتوبر، ويعد الحفل الرسمي لتخريج الطلاب في الجامعة. استحوذت الكلية أيضًا في 1947 على محطة بحثية بيولوجية ميدانية في سيلوود بارك قرب آسكوت بمقاطعة باركشير.
وعقب الحرب العالمية الثانية، عاد القلق مجددًا بشأن تراجع بريطانيا في المجال العلمي - لكن هذه المرة بالمقارنة مع الولايات المتحدة. وقد دعا كل من تقرير بيرسي الصادر عام 1945، ولجنة بارلو عام 1946، إلى إنشاء مؤسسة تعادل «معهد ماساتشوستس للتكنولوجيا في بريطانيا»، وهي دعوة حظيت بدعم عدد من العلماء والسياسيين البارزين آنذاك، من بينهم اللورد تشيرويل والسير لورانس براغ والسير إدوارد أبلتون. ورغم ذلك، عارضت لجنة المنح الجامعية بشدة هذا الاقتراح، مما أدى إلى التوصل إلى حل وسط في 1953، يقضي ببقاء إمبريال ضمن الجامعة، مع مضاعفة حجمها خلال السنوات العشر التالية. أسفر هذا التوسع عن تشييد عدد من المباني الجديدة. ومن بينها مبنى هيل عام 1957، ومبنى الفيزياء عام 1960، بالإضافة إلى الانتهاء من بناء الجناح الشرقي، الذي تم تنفيذه على أربع مراحل بين عامي 1959 و1965. تطلبت أعمال البناء أيضًا هدم مبنى كلية المدينة والنقابات بين 1962 و1963، ومبنى المعهد الإمبراطوري بحلول عام 1967. غير أن اعتراض اللجنة الملكية للفنون الجميلة وجهات أخرى حال دون هدم برج الملكة، إذ جرت أعمال إنشائية بين عامي 1966 و1968 لجعله قائمًا بذاته. وفي 1965، افتتحت الملكة مخابر جديدة لعلم الكيمياء الحيوية، أُنشئت بدعم منحة قدرها 350,000 جنيه إسترليني مقدمة من مؤسسة وولفسون.
وفي 1988، اندمجت كلية إمبريال مع كلية الطب التابعة لمستشفى سانت ماري بموجب قانون إمبريال كوليدج لعام 1988. وشملت التعديلات التي أُدخلت على الميثاق الملكي تغيير الاسم الرسمي للمؤسسة ليصبح كلية إمبريال للعلوم والتكنولوجيا والطب، وجعلت كلية سانت ماري تابعة ضمن الكلية. وفي أعقاب ذلك، شهدت الكلية عمليات اندماج أخرى مع المعهد الوطني للقلب والرئة عام 1995، ثم مع كلية الطب في تشارينغ كروس وكلية الطب العليا الملكية، إضافة إلى معهد التوليد وأمراض النساء في 1997. وقد أدى ذلك إلى إصدار قانون إمبريال كوليدج لعام 1997، الذي أسس بشكل رسمي مدرسة طب كلية إمبريال.

## خريجون بارزون
- لؤلؤة الخاطر
- البروفيسور كفاح مقبل (ولد 1965)
- البروفيسور ألكسندر فلمنج (ولد 1881)
- الحسن الثاني ملك المغرب السابق

## معرض صور

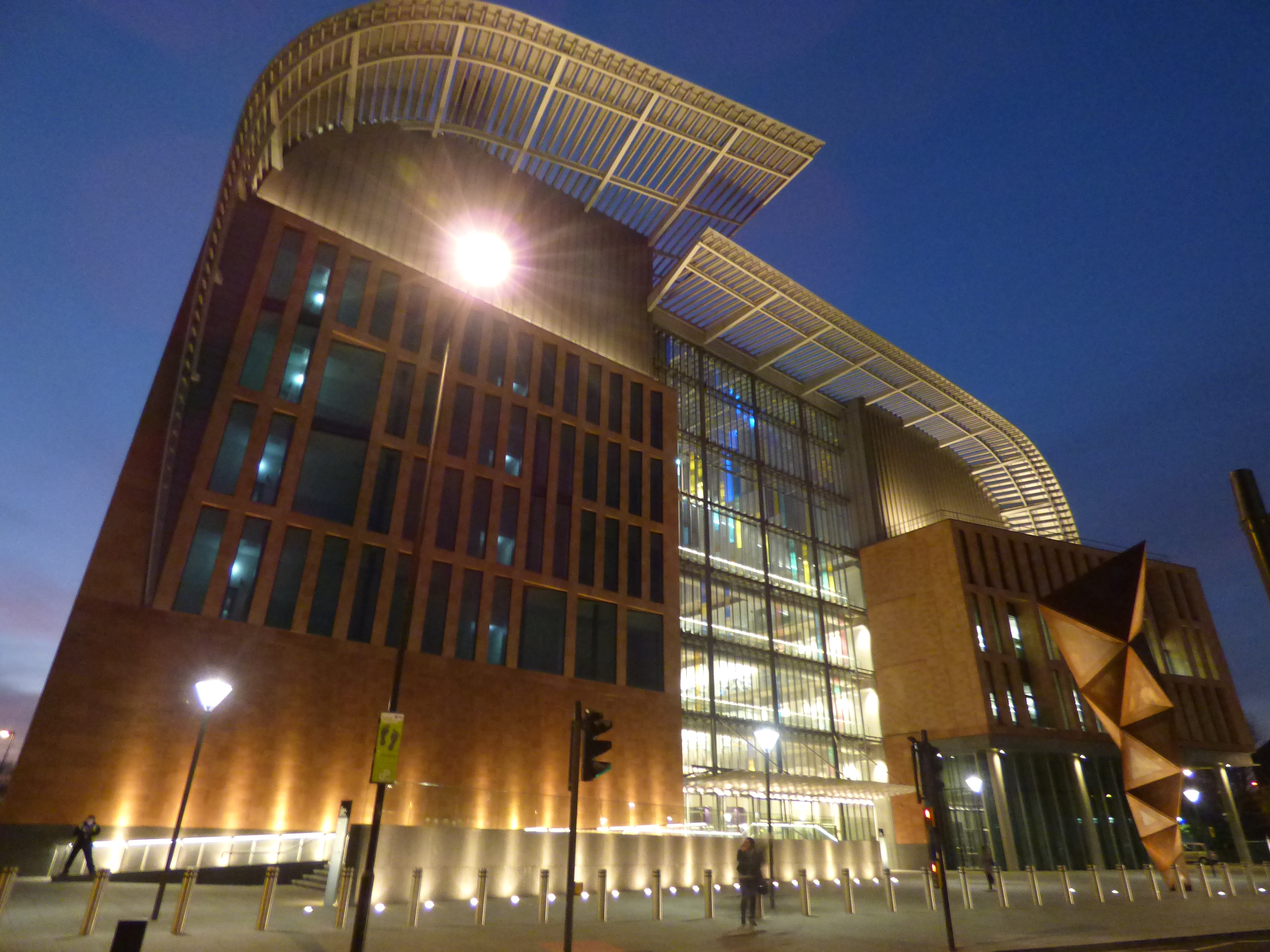
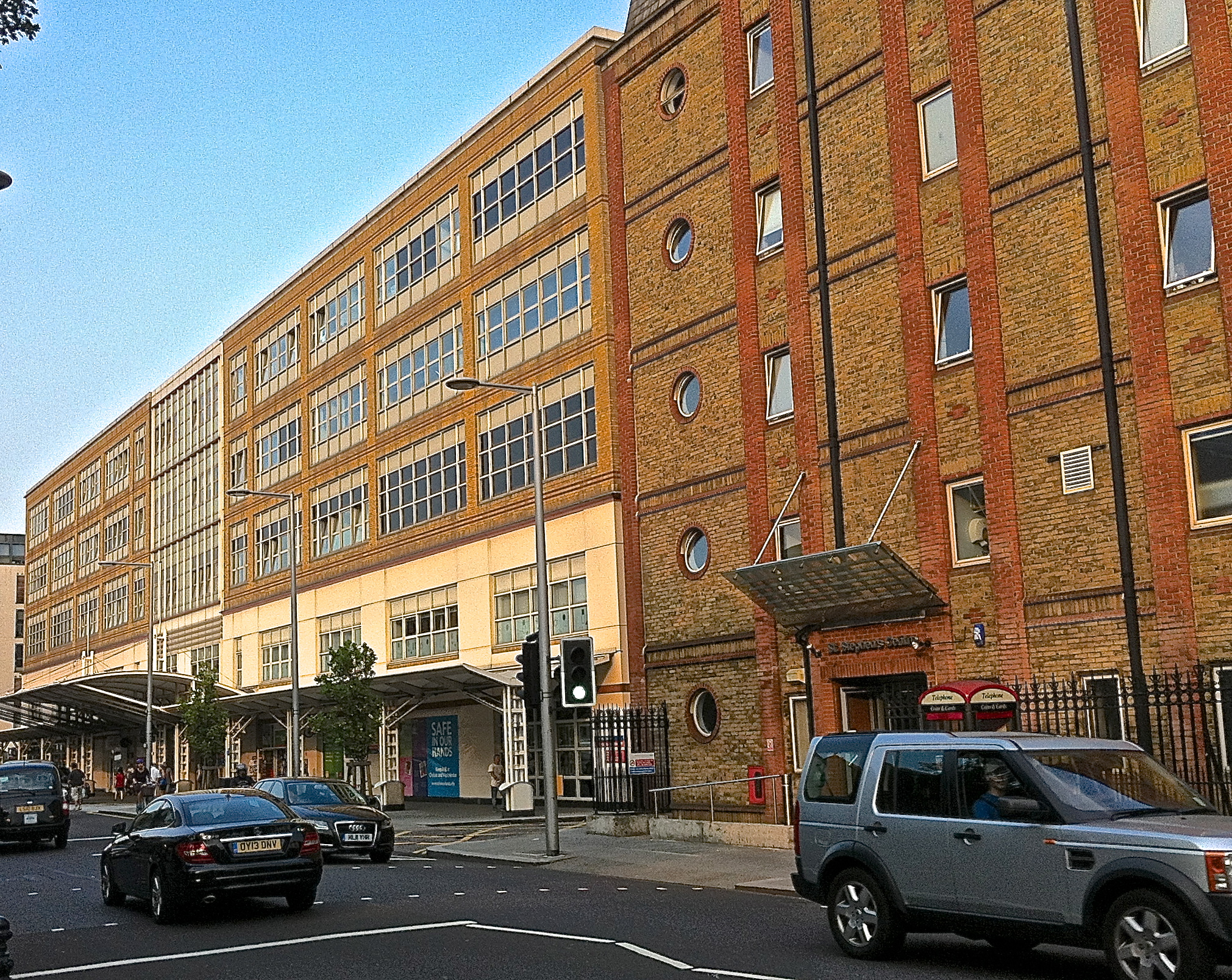
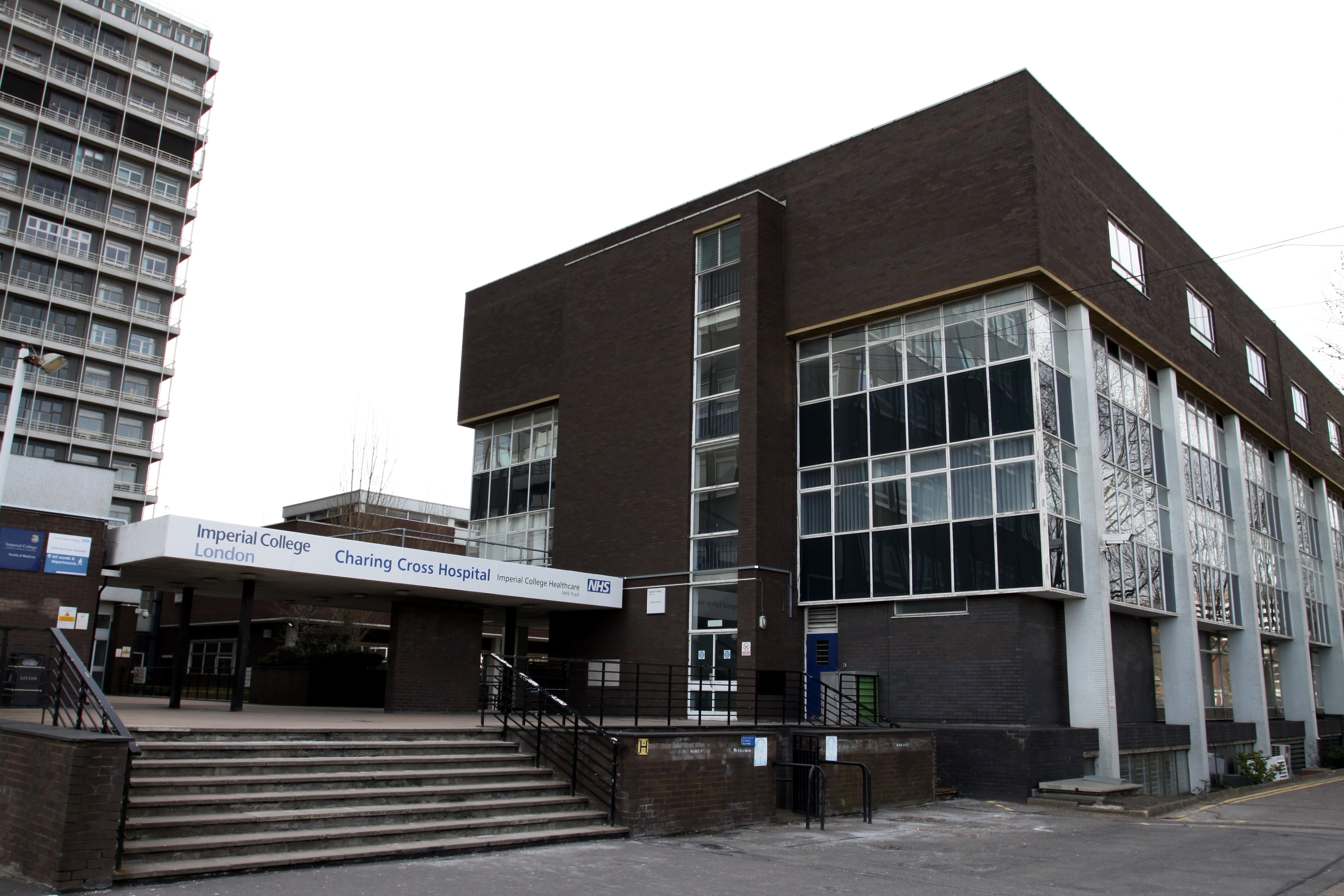
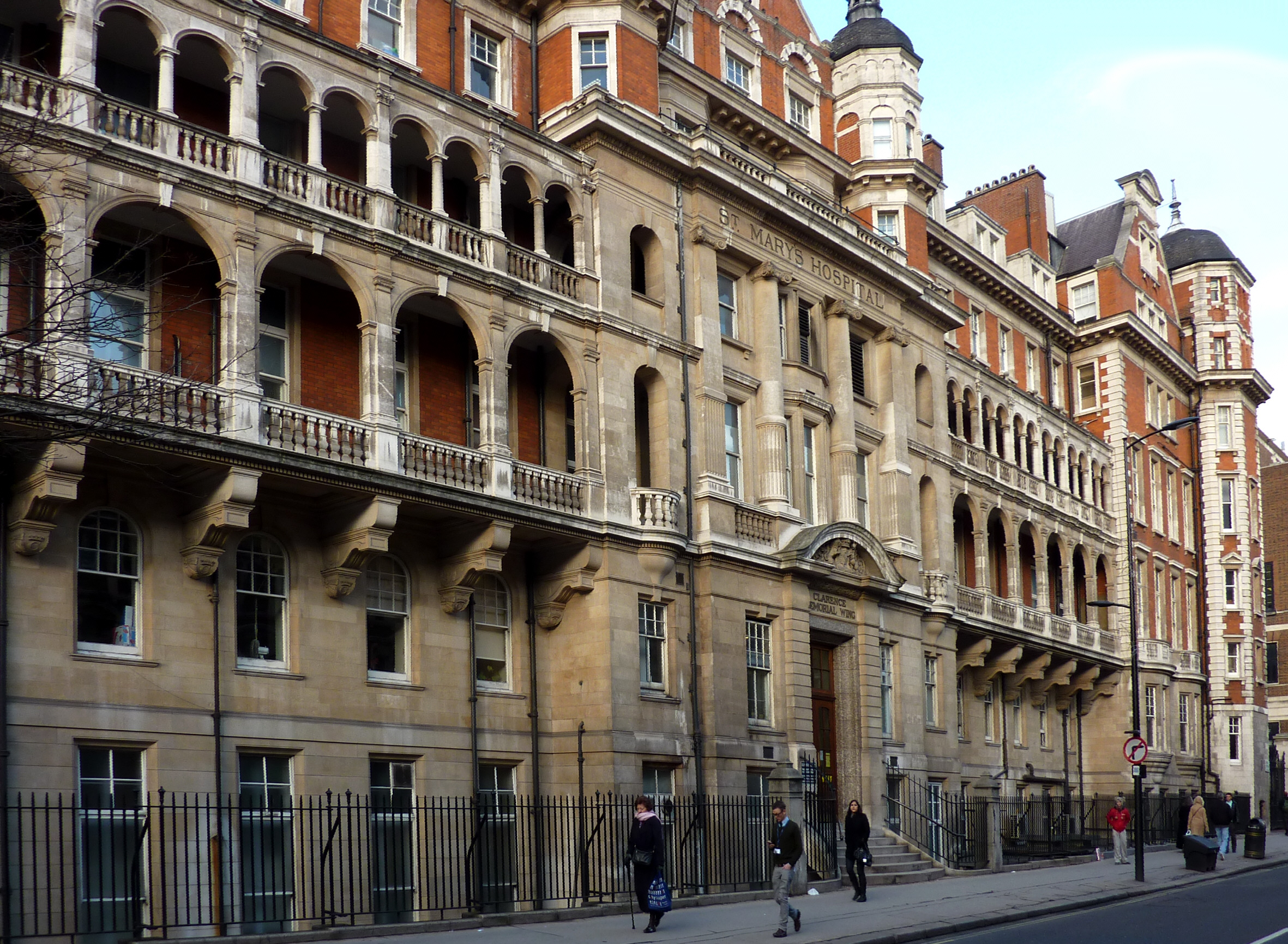
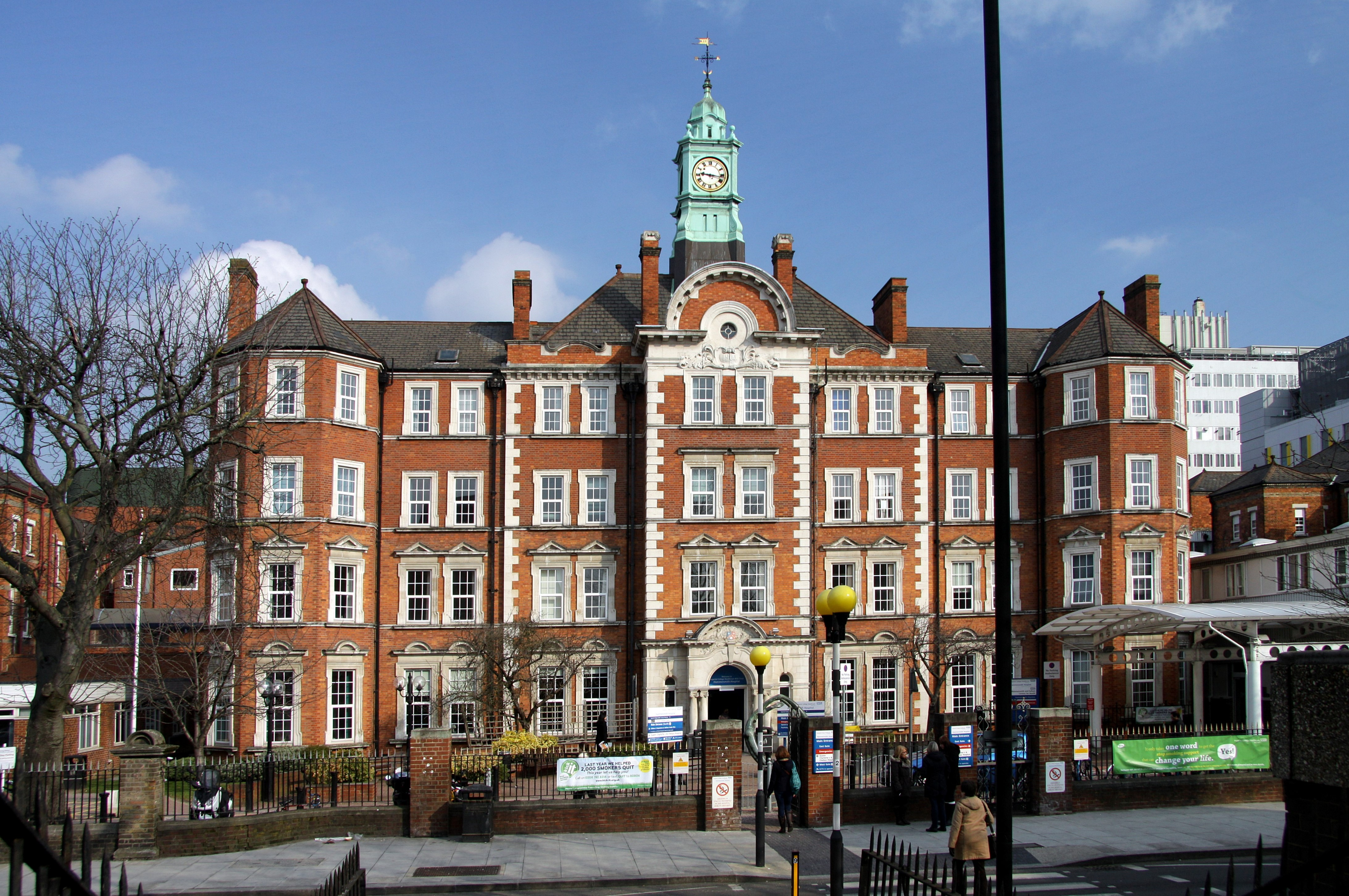
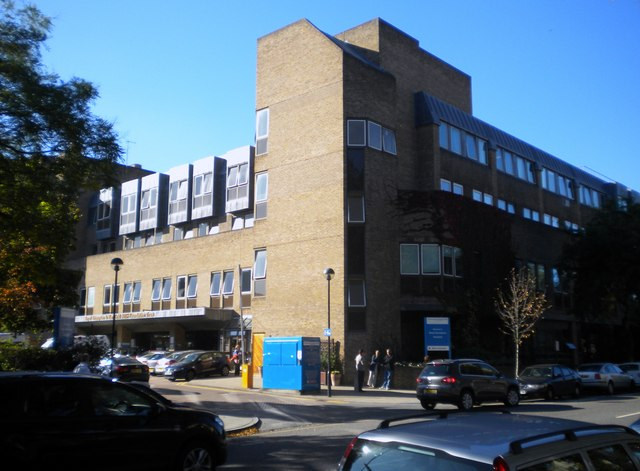

## أساتذة وأكاديميون بارزون
- سيريل هنشلوود (1897 ـ 1967)
- محمد عبد السلام (1926 ـ 1996)